# Diocesi di Chengde
La diocesi di Chengde (in latino Dioecesis Chengdensis) è una sede della Chiesa cattolica in Cina suffraganea dell'arcidiocesi di Pechino. Nel 2018 contava circa 25.000 battezzati su 3.700.000 abitanti. È retta dal vescovo Giuseppe Guo Jincai.

## Territorio
La diocesi comprende la città-prefettura di Chengde, nella provincia cinese dello Hebei.
La sede vescovile si trova nel distretto di Shuangluan, dove sorge la cattedrale di Gesù Buon Pastore.
Il territorio si estende su 39.519 km² ed è suddiviso in 12 parrocchie.

## Storia
La diocesi di Chengde è stata eretta da papa Francesco l'8 settembre 2018, con la bolla Pulcherrima mulierum, in vista della firma dell'accordo provvisorio tra la Santa Sede e la Repubblica popolare cinese sulla nomina dei vescovi, avvenuta il 22 settembre successivo. Il suo territorio è stato ricavato dalle diocesi di Jehol/Jinzhou e di Chifeng.
L'erezione della diocesi è stato un segno di avvicinamento tra la Santa Sede e le autorità cinesi; infatti l'atto di papa Francesco ha eretto una diocesi che era già stata istituita dalle autorità cinesi nel maggio del 2010, nell'ambito della politica di armonizzazione tra le circoscrizioni ecclesiastiche e le divisioni amministrative della Repubblica popolare. A capo della diocesi era stato posto Giuseppe Guo Jincai, segretario della Conferenza episcopale cinese (non riconosciuta dalla Santa Sede), e nominato vescovo dalle autorità di Pechino anziché dal Vaticano. La sua ordinazione, avvenuta il 20 novembre 2010, aveva sollevato le proteste della Santa Sede in quanto alla celebrazione erano stati costretti a partecipare, contro le direttive vaticane, anche vescovi in comunione con la Sede Apostolica. Jincai è stato uno dei sette vescovi riammessi alla piena comunione da papa Francesco il 22 settembre 2018; lo stesso papa ha confermato Jincai nel suo compito pastorale, come da comunicazione della Santa Sede ricevuta il 12 dicembre 2018 a Pechino nell'ambito di una celebrazione ecclesiale.

## Cronotassi dei vescovi
Si omettono i periodi di sede vacante non superiori ai 2 anni o non storicamente accertati.
- Giuseppe Guo Jincai, dal 12 dicembre 2018[8]

## Statistiche
La diocesi al momento dell'erezione su una popolazione di 3.700.000 persone contava circa 25.000 battezzati, corrispondenti allo 0,7% del totale.
| anno | popolazione | popolazione | popolazione | presbiteri | presbiteri | presbiteri | presbiteri                | diaconi | religiosi | religiosi | parrocchie |
| anno | battezzati  | totale      | %           | numero     | secolari   | regolari   | battezzati per presbitero | diaconi | uomini    | donne     | parrocchie |
| ---- | ----------- | ----------- | ----------- | ---------- | ---------- | ---------- | ------------------------- | ------- | --------- | --------- | ---------- |
| 2018 | 25.000      | 3.700.000   | 0,7         | 7          |            |            | 3.571                     |         |           | 10        | 12         |